# 맷 에릭슨
맷 에릭슨(Matt Erickson, 1975년 7월 30일)은 미국 출신의 전 메이저 리그선수이다.